# Jo Sondre Aas
Jo Sondre Aas (sinh ngày 2 tháng 7 năm 1989) là một cầu thủ bóng đá người Na Uy, hiện anh đang chơi ở vị trí tiền đạo cho câu lạc bộ Levanger.

## Sự nghiệp
Sau khi có màn thi đấu ấn tượng cho đội thiếu niên Rosenborg tại một giải đấu ở Tây Ban Nha, Real Madrid đã mời Aas cho một trận đấu thử nghiệm. Tại trận đấu, nơi anh gây ấn tượng khi lập hat-trick cho đội C của Real. Tuy nhiên, anh ấy đã từ chối hợp đồng và chọn ở lại Na Uy. Anh bắt đầu mùa giải 2009 dưới dạng cho thuê từ Rosenborg đến Moss FK, nhưng hợp đồng bị chấm dứt sau 19 trận đấu. Aas được Ranheim mượn trong phần còn lại của mùa giải 2009. Anh ở lại Ranheim cho đến khi chuyển hẳn sang Ranheim trước mùa giải 2011. Anh ấy đã ký hợp đồng ba năm với Sandefjord vào ngày 11 tháng 1 năm 2012 nhưng chỉ sau một mùa giải với Sandefjord, anh trở lại Ranheim vì lý do cá nhân.
Vào ngày 13 tháng 12 năm 2018, Aas đã ký hợp đồng với Nest-Sotra.

## Thống kê
Tính đến 4 tháng 11 năm 2019
| Mùa giải  | Câu lạc bộ | Giải đấu             | League | League    | Cup    | Cup       | Tổng cộng | Tổng cộng |
| Mùa giải  | Câu lạc bộ | Giải đấu             | Ra sân | Bàn thắng | Ra sân | Bàn thắng | Ra sân    | Bàn thắng |
| --------- | ---------- | -------------------- | ------ | --------- | ------ | --------- | --------- | --------- |
| 2007      | Rosenborg  | Tippeligaen          | 3      | 0         | 1      | 0         | 4         | 0         |
| 2008      | Rosenborg  | Tippeligaen          | 11     | 0         | 2      | 0         | 13        | 0         |
| 2009      | Moss       | Giải hạng nhất Na Uy | 19     | 4         | 0      | 0         | 19        | 4         |
| 2010      | Ranheim    | Giải hạng nhất Na Uy | 26     | 5         | 5      | 1         | 31        | 6         |
| 2011      | Ranheim    | Giải hạng nhất Na Uy | 30     | 16        | 2      | 2         | 32        | 18        |
| 2012      | Sandefjord | Giải hạng nhất Na Uy | 30     | 10        | 5      | 4         | 35        | 14        |
| 2013      | Ranheim    | Giải hạng nhất Na Uy | 29     | 18        | 4      | 5         | 33        | 23        |
| 2014      | Ranheim    | Giải hạng nhất Na Uy | 29     | 7         | 4      | 6         | 33        | 13        |
| 2015      | Ranheim    | Giải hạng nhất Na Uy | 20     | 3         | 2      | 5         | 22        | 8         |
| 2016      | Levanger   | Giải hạng nhất Na Uy | 29     | 9         | 2      | 1         | 31        | 10        |
| 2017      | Levanger   | Giải hạng nhất Na Uy | 27     | 4         | 3      | 2         | 30        | 6         |
| 2018      | Levanger   | Giải hạng nhất Na Uy | 30     | 7         | 1      | 0         | 31        | 7         |
| 2019      | Nest-Sotra | Giải hạng nhất Na Uy | 23     | 5         | 1      | 0         | 24        | 5         |
| Tổng cộng | Tổng cộng  | Tổng cộng            | 306    | 88        | 32     | 26        | 338       | 114       |

## Danh hiệu

### Cá nhân
- Vua phá lưới Giải hạng nhất Na Uy mùa giải 2013